# Tsesarevich

Estandarte Imperial do Tsesarevich.

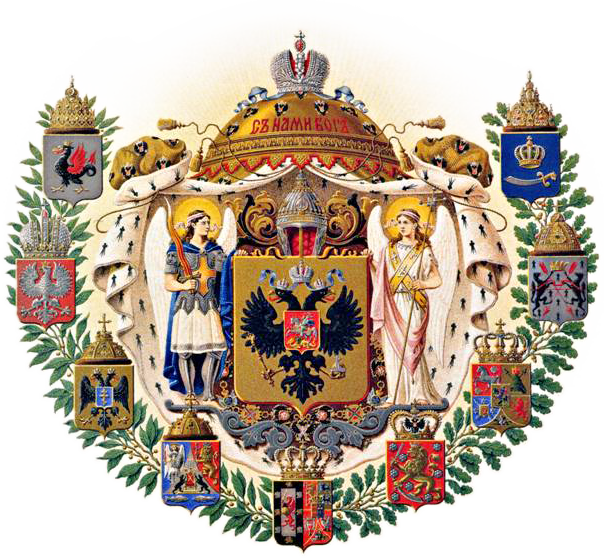
Brasão de armas

Tsesarevich (em russo:  Цесаревич, IPA: [tsɨsɐˈrʲevʲɪtɕ]; às vezes transliterado como Cesarevich ou Caesarevich) era o título do herdeiro aparente ou presuntivo no Império Russo. Ele precedia ou substituía o nome fornecido e o patronímico.

## Uso
É frequentemente confundido com tsarévitche, que era o título dado a qualquer filho de um czar, inclusive os governantes não russos que tinham esse título, tais como os da Crimeia, Sibéria e Geórgia. Normalmente, havia apenas um tsesarevich por vez (uma exceção era o grão-duque Constantino Pavlovich, que recebeu o título até a morte, embora a lei o desse a seu sobrinho), e o título era usado exclusivamente na Rússia.
O título passou a ser usado invariavelmente em conjunto com o estilo formal 'Sucessor' (em russo:  Наследник, transl. Naslednik), como em "Sua Alteza Imperial o Sucessor Tsesarevich e Grão-Duque". A esposa do tsesarevich tinha o título de  tsesarevna (em russo:  Цесаревна).

## História
Em 1721, Pedro, o Grande, interrompeu o uso de "czar" como título principal e adotou o de Imperator (imperador), após o que o título de czarevich (e "czarevna", retido por toda a vida pelas filhas de Ivan V) caiu em desuso. Cada uma das filhas do imperador passou a ser chamada de tsesarevna (Pedro não tinha filho vivo nessa época). Em 1762, ao suceder ao trono imperial, Pedro III concedeu a seu único filho Paulo Petrovich (pela futura Catarina, a Grande) o novo título de tsesarevich, sendo ele o primeiro dos nove herdeiros Romanov que o carregariam. No entanto, na época em que o título foi conferido, Paulo foi reconhecido como filho legal de Pedro, mas não como seu herdeiro legal. Nem seria oficialmente reconhecido como tal por sua mãe após sua usurpação do trono.
Mais frequentemente, ele era internacionalmente referido por seu outro título de "Grão-duque" (o significado real na língua russa é "Grão-Príncipe"), que antecedeu tsesarevich, sendo um remanescente dos dias Rurikid antes de os grão-duques de Moscóvia adotarem o título do czar. Quando Paulo subiu ao trono em 1796, ele imediatamente declarou seu filho Aleksandr Pavlovich tsesarevich, e o título foi confirmado por lei em 1797 como o título oficial para o herdeiro do trono (incorporado ao Artigo 145 das Leis Fundamentais). Em 1799, Paulo I concedeu o título de tsesarevich a seu segundo filho, Constantino Pavlovich, que, estranhamente, manteve o título mesmo depois de renunciar ao trono em 1825 em favor de seu irmão mais novo, Nicolau I.
Daí em diante, cada filho mais velho do Imperador carregou o título até 1894, quando Nicolau II o conferiu a seu irmão, o Grão-Duque Jorge Aleksandrovich, com a estipulação de que seu direito a ele terminaria com o nascimento de um filho de Nicolau, que então estava prometido a Alice de Hesse. Quando George morreu em 1899, Nicholas não conferiu o título a seu irmão sobrevivente mais velho, Miguel Aleksandrovich, embora o único filho de Nicholas só nascesse dentro de cinco anos. Esse filho, Alexei Nikolaevich (1904–1918), tornou-se o último tsesarevich do Império Russo.

### Tsesarevichda Rússia
| Imagem | Nome                                                | Herdeiro de   | Nascimento             | Tornou-se Herdeiro do Trono | Tsesarevich criado     | Deixou de ser Tsesarevich                  | Morte                 | Tsesarevna                                                         |
| ------ | --------------------------------------------------- | ------------- | ---------------------- | --------------------------- | ---------------------- | ------------------------------------------ | --------------------- | ------------------------------------------------------------------ |
|        | Tsesarevich Paulo Petrovich (Paulo I)               | Catarina II   | 1 de outubro de 1754   | 9 de julho de 1762          | 7 de janeiro de 1762   | 17 de novembro de 1796 tornou-se imperador | 24 de março de 1801   | Guilhermina Luísa de Hesse-Darmstadt Sofia Doroteia de Württemberg |
|        | Tsesarevich Alexandre Pavlovich (Alexandre I)       | Paulo I       | 23 de dezembro de 1777 | 17 de novembro de 1796      | 28 de novembro de 1796 | 24 de março de 1801 tornou-se imperador    | 1 de dezembro de 1825 | Luísa de Baden                                                     |
|        | Tsesarevich Constantino Pavlovich                   | Alexandre I   | 8 de maio de 1779      | 24 de março de 1801         | 8 de novembro de 1799  | 27 de junho de 1831                        | 27 de junho de 1831   | Juliana de Saxe-Coburgo-Saalfeld                                   |
|        | Tsesarevich Alexandre Nikolaevich (Alexandre II)    | Nicolau I     | 29 de abril de 1818    | 1 de dezembro de 1825       | 10 de setembro de 1831 | 2 de março de 1855 tornou-se imperador     | 13 de março de 1881   | Maria de Hesse e Reno                                              |
|        | Tsesarevich Nicolau Alexandrovich                   | Alexandre II  | 20 de setembro de 1843 | 2 de março de 1855          | 2 de março de 1855     | 24 de abril de 1865                        | 24 de abril de 1865   |                                                                    |
|        | Tsesarevich Alexandre Alexandrovich (Alexandre III) | Alexandre II  | 10 de março de 1845    | 24 de abril de 1865         | 24 de abril de 1865    | 13 de março de 1881 tornou-se imperador    | 1 de novembro de 1894 | Dagmar da Dinamarca                                                |
|        | Tsesarevich Nicolau Alexandrovich (Nicolau II)      | Alexandre III | 18 de maio de 1868     | 13 de março de 1881         | 13 de março de 1881    | 1 de novembro de 1894 tornou-se imperador  | 17 de julho de 1918   |                                                                    |
|        | Tsesarevich Jorge Alexandrovich                     | Nicolau II    | 9 de maio de 1871      | 1 de novembro de 1894       | 1 de novembro de 1894  | 10 de julho de 1899                        | 10 de julho de 1899   |                                                                    |
|        | Tsesarevich Alexei Nikolaevich                      | Nicolau II    | 12 de agosto de 1904   | 12 de agosto de 1904        | 12 de agosto de 1904   | 15 de março de 1917 Monarquia abolida      | 17 de julho de 1918   |                                                                    |

### Tsesarevnada Rússia
A esposa de um herdeiro-tsesarevich tinha o título de tsesarevna (em russo:  Цесаревна) – Grã-duquesa. Nos primeiros anos do Império Russo, as herdeiras de Pedro I da Rússia portavam este título - suas filhas Isabel da Rússia (nascida em 1709), Ana Petrovna (1708–1728) e Natalia Petrovna (1718–1725). Não deve ser confundido com Tsarevna (usado apenas antes do século XVIII) para todas as filhas do czar.
Muitas princesas da Europa Ocidental, que se converteram ao Cristianismo Ortodoxo e mudaram seus nomes de acordo, receberam o patronímico Fyodorovna não porque seus pais foram chamados de "Teodoro", mas como uma alegoria baseada no nome de Teotokos de Santo Teodoro, o ícone do patrono da família Romanov.
| Imagem | Nome                                             | Pai                                                                  | Nascimento             | Casamento             | Tornou-se Tsesarevna  | Deixou de ser Tsesarevna                 | Morte                 | Cônjuge                             |
| ------ | ------------------------------------------------ | -------------------------------------------------------------------- | ---------------------- | --------------------- | --------------------- | ---------------------------------------- | --------------------- | ----------------------------------- |
|        | Maria Alexandrovna nascida Maria de Hesse e Reno | Luís II, Grão-Duque de Hesse (Hesse-Darmstadt)                       | 8 de agosto de 1824    | 28 de abril de 1841   | 28 de abril de 1841   | 2 de março de 1855 tornou-se imperatriz  | 3 de junho de 1880    | Tsesarevich Alexandre Nikolaevich   |
|        | Maria Feodorovna nascida Dagmar da Dinamarca     | Cristiano IX da Dinamarca (Schleswig-Holstein-Sonderburg-Glücksburg) | 26 de novembro de 1847 | 9 de novembro de 1866 | 9 de novembro de 1866 | 13 de março de 1881 tornou-se imperatriz | 13 de outubro de 1928 | Tsesarevich Alexandre Alexandrovich |

## Pós-monarquia
Depois de reivindicar o trono russo no exílio em 1924, o grão-duque Cyril Vladimirovich da Rússia designou seu filho, o grão-duque Vladimir Cyrillovich da Rússia, Tsesarevich. Desde 1997, o título é atribuído ao neto de Vladimir, George Mikhailovich Romanov, cuja mãe, Maria Vladimirovna, o conferiu na qualidade de pretendente ao trono. Aqueles que se referem a ele por um título dinástico, no entanto, geralmente o chamam de "grão-duque".[carece de fontes?]
Até o fim do império, a maioria das pessoas na Rússia e no exterior, verbalmente e por escrito, continuou a se referir ao soberano como "czar". Talvez por essa razão o título de tsesarevich tenha sido usado com menos frequência para se referir ao herdeiro aparente do que "tsarévitche" ou "grão-duque".[carece de fontes?]